# Enginyeria industrial
L'enginyeria industrial és la disciplina de l'enginyeria que estudia el desenvolupament, la millora, la implementació i l'avaluació dels sistemes integrats per persones, coneixement, maquinària, energia, materials i processos. En essència l'enginyeria industrial és la disciplina de l'optimització. Utilitza els mètodes de l'anàlisi i síntesi, així com eines de les matemàtiques, estadística, física i les ciències socials per dissenyar, predir i avaluar els resultats que s'han obtenir d'aquests sistemes. Els enginyers industrials treballen per eliminar les pèrdues de temps, diners, materials, energia i d'altres recursos.
Aquesta carrera de tradició, que ha complert ja els 150 anys, ha contribuït al desenvolupament tecnològic de la nostra societat i s'ha consolidat en el transcurs del temps. Aquests estudis aprofundeixen en diferents àrees de la indústria: mecànica, electrònica, electricitat, química, metal·lúrgia, tèxtil, robòtica i organització industrial. Hi ha escoles a Barcelona (ETSEIB), Girona, Terrassa (EET), Manresa (EPSEM), Vic i Mataró. Hi ha sis col·legis professionals a Catalunya.

## Terminologia
El terme industrial s'ha prestat a malentesos; originalment s'aplicava a la manufactura, però s'ha estès a molts altres sectors de serveis. L'enginyeria industrial està estretament identificada també amb la gestió d'operacions, enginyeria de sistemes o enginyeria de manufactura, una distinció que sembla dependre del punt de vista o motius de qui la usi. Per exemple, en el sector de la cura de la salut, els enginyers industrials són coneguts comunament com a enginyers administradors o enginyers en sistemes de salut.
L'enginyeria industrial a Espanya agrupa, sota aquest mateix terme, a altres activitats d'enginyeria, com l'enginyeria química, enginyeria elèctrica o enginyeria metal·lúrgica; el terme enginyeria d'organització industrial és el que s'usa a Espanya per referir-se al que fora es diu enginyeria industrial. A Espanya, després de l'adaptació dels títols universitaris a l'Espai Europeu d'Educació Superior, el títol que habilita per a l'exercici de la professió d'enginyer industrial és el títol de màster Universitari en Enginyeria Industrial.

## Disciplines de l'enginyeria industrial
L'enginyeria industrial inclou subdisciplines com ara la Gestió d'Operacions, l'Enginyeria de Producció, l'Enginyeria de la Manufactura, l'Enginyeria dels Sistemes de Manufactura, la Investigació Operacional o Investigació d'Operacions, la Logística, l'Ergonomia i l'Enginyeria de Qualitat.
Mentre que altres disciplines de l'enginyeria estudien àrees molt específiques, l'enginyeria industrial té aplicació en gairebé totes les indústries. Les eines de l'enginyeria industrial s'han utilitzat en l'estudi de cues dels parcs d'atraccions, la logística i distribució de productes arreu del món i l'estudi del treball de les línies de manufactura, i fins i tot, la millora i l'eficiència dels serveis.
La seva formació generalista fa possible que hi hagi enginyers industrials en àrees tan diverses com ara la gerència, la direcció i la gestió de producció, la gestió de compres, el manteniment, el disseny mecànic i elèctric de maquinària, l'automatització i control, el desenvolupament de projectes de construccions i instal·lacions industrials, l'urbanisme, etc.

## Àrees d'activitat i aplicacions
L'enginyeria industrial abasta diverses àrees d'activitat, tals com: ciències de l'administració, procura de projectes, gestió de cadenes de subministrament, investigació d'operacions, enginyeria de sistemes, ergonomia, enginyeria de qualitat i enginyeria de processos. A més, l'enginyeria industrial millora els processos laborals.
És una activitat regulada en molts països, per la qual cosa per exercir-la cal una llicència o aprovació d'un col·legi d'enginyers.
Alguns exemples de les aplicacions de l'enginyeria industrial són: el disseny de nous sistemes de treball en bancs, les millores d'operacions i emergències en hospitals, la distribució global de productes, i la reducció i millora de línies d'espera en bancs, hospitals, parcs temàtics i sistemes de tràfic vehicular.
En el sistema de producció, els enginyers industrials treballen per eliminar desaprofitaments de tots els recursos, utilitzen eines diverses sorgides de sistemes propis com el Sistema de producció Toyota, o genèrics com la manufactura esvelta (lean manufacturing) o el Monozukuri.
Els enginyers industrials usen comunament estadística i simuladors informàtics, especialment la simulació d'esdeveniments discrets, per a la seva anàlisi i avaluació.

## Educació
Els enginyers industrials estudien la interacció de l'ésser humà amb màquines, materials, informació, procediments i entorns en aquests desenvolupaments i en el disseny d'un sistema tecnològic.
Els títols d'enginyeria industrial acreditats a qualsevol país membre de l'Acord de Washington gaudeixen de la mateixa acreditació a tots els altres països signants. D'aquesta manera, els enginyers d'un país poden practicar l'enginyeria professionalment en qualsevol altre.
Les universitats ofereixen graus a nivell de grau, màster i doctorat.

### Diferències en l'ensenyament
Tot i que l'enginyeria industrial com a grau formal ha existit durant anys, el consens sobre quins temes s'han d'ensenyar i estudiar difereix entre els països. Per exemple, Turquia se centra en una titulació molt tècnica, mentre que Dinamarca, Finlàndia i el Regne Unit tenen una titulació d'enfocament en gestió, la qual cosa la fa menys tècnica. Els Estats Units, per la seva banda, se centren en estudis de casos, resolució de problemes en grup i manteniment d'un equilibri entre la part tècnica i la no tècnica.

## Història
Es considera que són dos els pares de l'enginyeria industrial en el món: Frederik Taylor i Henri Fayol. Un altre pioner de l'enginyeria industrial va ser Harrington Emerson, el qual va ser defensor de les operacions eficients i del pagament de premis per a l'increment de la producció.
Molt s'ha escrit sobre els pioners de l'administració, els que van sorgir durant i després de la revolució industrial a Anglaterra i Estats Units. Abans de la revolució industrial, els béns els produïen els artesans en el conegut sistema casolà. En aquells dies l'administració de les fàbriques no era problema. Tanmateix, a mesura que es desenvolupaven nous aparells i es descobrien noves fonts d'energia, va aparèixer la necessitat pràctica d'organitzar les fàbriques perquè poguessin aprofitar les innovacions. Potser el primer de tots els pioners va ser Sir Richard Arkwright (1732-1792) qui va inventar a Anglaterra la filadora contínua d'anell. A més va idear el que probablement va ser el primer sistema de control administratiu per a regularitzar la producció i el treball dels empleats de les fàbriques.
Més o menys per la mateixa època en què Arkwright instal·lava el seu sistema de control, un altre inventor britànic, James Watt, junt amb el seu soci Matthew Boulton, estaven organitzant una fàbrica en el Soho per a produir màquines de vapor. Ells van instituir la capacitació tècnica per als artesans que va superar qualsevol tipus de capacitació que existira en eixa època i també van contribuir molt a normalitzar l'administració de les fàbriques. Subsegüentment, els seus fills James Watt Jr. i Matthew Robinson Boulton, van establir la primera fàbrica completa de màquines de manufactura en el món. Seguint l'exemple dels seus pares, van plantejar i van construir una instal·lació de manufactura integrada que es va avançar molt a la seua època. Entre altres coses, van instituir un sistema de control de costos dissenyat per a disminuir el deixalla i millorar la productivitat.
Un altre anglès, Charles Babbage (1792-1891), va aportar contribucions significatives a la ciència de l'enginyeria industrial, ja que va crear els sistemes analítics per a millorar les operacions, que va publicar en el seu llibre The Economy of Machinery and Manufacturers, el qual es va distribuir àmpliament a Anglaterra, resta d'Europa i Estats Units. Els mètodes analítics que Babbage va originar van ser els més avançats, per dècades, en el camp de l'augment de la productivitat i tenen alguna semblança amb el treball de Frederick Taylor, encara que aquest ho va realitzar molt de temps després.
Aparentment, el treball d'aquestos pioners britànics va ser prou reeixit, sobretot quan s'aplicava en les seues pròpies empreses. Encara que amb tota seguretat ha d'haver existit intercanvi d'idees entre els líders empresarials d'eixos dies, molts dels quals eren parents, no va haver-hi un moviment generalitzat entre altres empresaris per a adaptar les idees reeixides d'eixos pioners i és per aquesta raó que la indústria manufacturera britànica, encara que se l'anomenava "el taller del món", romania en certa forma tosca i rudimentària, encara que cap al s. XIX, els mateixos mètodes primitius d'ús generalitzat a Anglaterra van estar de moda també als Estats Units.

### Segle XX

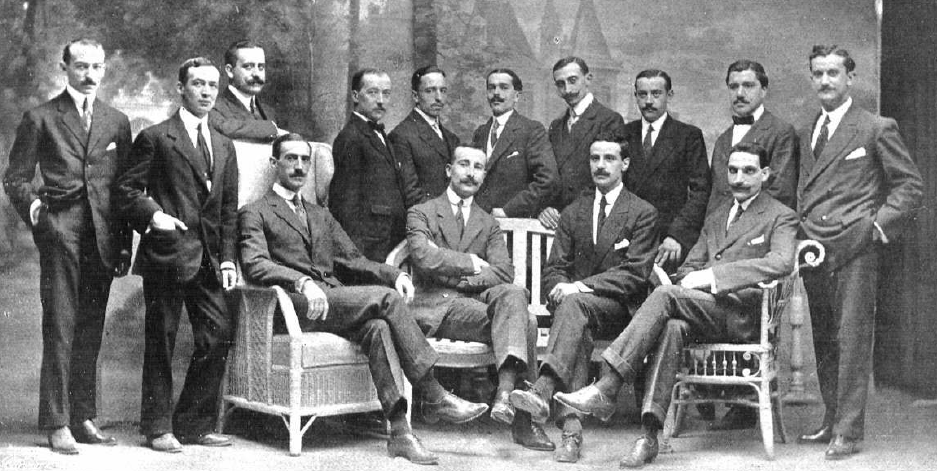
Promoció de 1913 d'enginyers industrials de la Universitat Central de Madrid

Posteriorment, un altre desenvolupador de l'enginyeria industrial va ser Frederick Winslow Taylor, a qui es va arribar a conèixer com el pare de l'administració científica quan va publicar en 1911 el seu últim llibre titulat The Principles of Scientific Management. Va crear el que ell va cridar la fórmula per a màximes produccions en la qual establia que: «la màxima producció s'obté quan a un treballador se li assigna una tasca definida per exercir-la en un temps determinada i d'una forma definida». Encara que aquest concepte ha canviat segueix sent part important de l'enginyeria industrial. Més endavant Frank Gilbreth i Lillian Gilbreth van contribuir a la idea de Taylor en crear el mètode "therblig" (Gilbreth escrit a l'inrevés) en el qual van identificar i van aïllar 18 moviments elementals que es realitzen en gairebé totes les activitats humanes; cadascun d'aquests moviments o therbligs s'haurien d'aconseguir en un rang definit de temps.
Altres personatges que van contribuir van ser: Henri Fayol i Harrington Emerson, defensor de les operacions eficients i del pagament de premis per a l'increment de la producció, així com Henry Ford, pare de la cadena de muntatge moderna utilitzada per a la producció en massa o producció en sèrie. En 1912 Henry Gantt va popularitzar el Diagrama de Gantt per representar i planificar les diverses activitats durant la producció.
Després de la Segona Guerra Mundial es van desenvolupar diverses tècniques i eines per millorar la producció en la indústria, sent alguns dels avanços més destacables els sistemes de gestió total de la qualitat (TQM), els sistemes de planificació dels requeriments de material (MRP), els sistemes de Kanban, etc.

## Enginyers en exercici
Tradicionalment, un aspecte important de l'enginyeria industrial era planificar els dissenys de les fàbriques i dissenyar línies de muntatge i altres paradigmes de fabricació. I ara, en els sistemes de lean manufacturing, els enginyers industrials treballen per eliminar la pèrdua de temps, diners, materials, energia i altres recursos.
Alguns exemples d'on es pot utilitzar l'enginyeria industrial inclouen diagrames de flux de processos, mapes de processos, disseny d'una estació de treball de muntatge, estratègies per a diverses logístiques operatives, consultoria com a expert en eficiència, desenvolupament d'un nou algorisme financer o sistema de préstec per a un banc, racionalització de l'operació i sala d'emergències. ubicació o ús en un hospital, planificar esquemes complexos de distribució de materials o productes (conegut com a gestió de la cadena de subministrament) i escurçant les línies (o cues) en un banc, hospital o un parc temàtic.
Els enginyers industrials moderns solen utilitzar sistemes de temps de moviment predeterminat, simulació per ordinador (especialment simulació d'esdeveniments discrets), juntament amb àmplies eines matemàtiques per al modelatge, com ara optimització matemàtica i teoria de la cua, i mètodes computacionals per a l'anàlisi, avaluació i optimització de sistemes. Els enginyers industrials també utilitzen les eines de la ciència de dades i l'aprenentatge automàtic en el seu treball a causa de la forta relació d'aquestes disciplines amb el camp i la formació tècnica similar requerida als enginyers industrials (incloent-hi una sòlida base en teoria de probabilitats, àlgebra lineal i estadística, a més de tenir habilitats de codificació).

## Per a més informació
- Badiru, A. Handbook of industrial and systems engineering (en anglès).  CRC Press, 2005. ISBN 0-8493-2719-9.
- Blanchard, B. S.; Fabrycky, W. Systems Engineering and Analysis (en anglès).  Prentice-Hall, 2005. ISBN 0-13-186977-9.
- Salvendy, G. Handbook of industrial engineering: Technology and operations management (en anglès).  Wiley-Interscience, 2001. ISBN 0-471-33057-4.
- Turner, W. Introduction to industrial and systems engineering (en anglès).  Prentice Hall, 1992. ISBN 0-13-481789-3.
- Goldratt, Eliyahu M.; Cox, Jeff. The Goal (en anglès).  North River Press, 2004. ISBN 0-88427-178-1.
- Miller, Doug. Towards Sustainable Labour Costing in UK Fashion Retail (en anglès), 5 feb 2013. DOI 10.2139/ssrn.2212100.
- Malakooti, B. Operations and Production Systems with Multiple Objectives (en anglès).  John Wiley & Sons, 2013. ISBN 978-1-118-58537-5.